# Solenopsis trihasta
Solenopsis trihasta é uma espécie de formiga do gênero Solenopsis, pertencente à subfamília Myrmicinae.